# Antiblemma pleione
Antiblemma pleione là một loài bướm đêm trong họ Erebidae.